# Афина Джустиниани
Афина Джустиниани (Минерва Джустиниани, также Athena Giustiniani или Giustiniani Minerva) — мраморная римская скульптура периода конца пятого − начала четвёртого века до нашей эры, копия греческой Афины Паллады.

## История и описание
Скульптура была найдена в начале XVII века в руинах древнеримского нимфеума, называемого Храмом Минервы Медики, на холме Эсквилин — одном из семи холмов Рима. Согласно другой гипотезе, поддержанной Пьетро Санти Бартоли, местом обнаружения статуи является сад Минервы, примыкающий к церкви Святой Марии над Минервой.
«Афина Джустиниани» была включена в число произведений, представляющих выдающиеся скульптуры Европы в экспозиции немецкого павильона на Всемирной выставке 1904 года в Сент-Луисе, штат Миссури, США.
Статуя получила своё название от того, что находилась в коллекции Винченцо Джустиниани в его римском палаццо. Джустиниани в 1631 году издал альбом, в котором были представлены все произведения искусства его коллекции. Скульптура древнегреческой богини никогда не копировалась в то время, пока она находилась в коллекции Джустиниани. Ей восхищались многие известные современники Джустиниани. Французский скульптор Клод Мишель, принявший греческое имя Клодион, во время обучения во Французской академии в Риме (1762—1771), создал изысканную статуэтку богини Минервы из терракоты, представляющую собой компиляцию нескольких известных работ древности, особенно «Минервы Джустиниани».

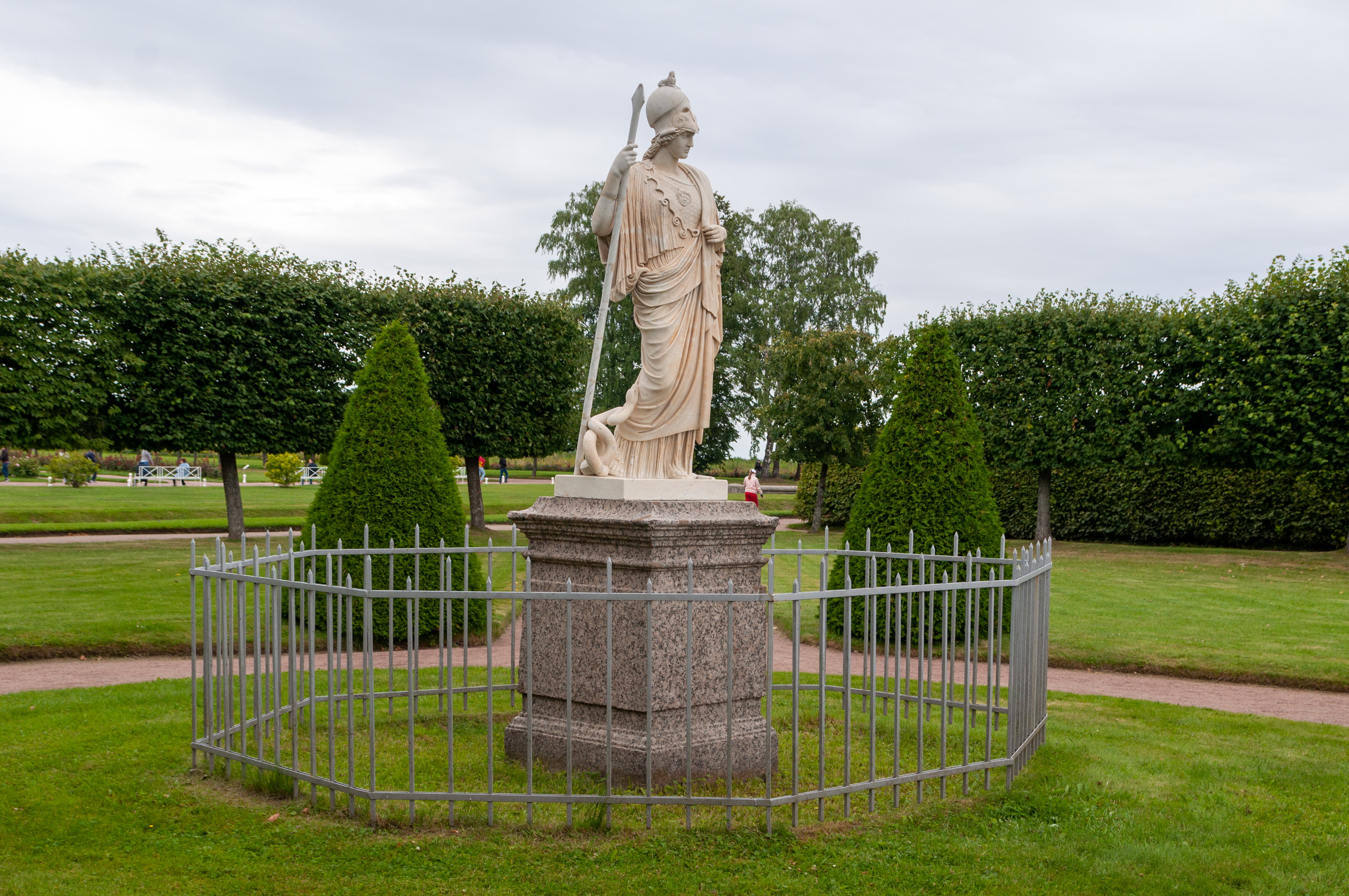
Копия скульптуры в Петергофе

«Минерва Джустиниани», как её ещё называли, избегла участи коллекции Джустиниани, многие работы которой были вывезены в Париж во время наполеоновской оккупации. В 1815 году всё, что осталось после изъятия, в частности около 170 картин, было приобретено Фридрихом Вильгельмом III и вывезено в Берлин, где произведения стали частью королевского музея. Но скульптура Афины была куплена в 1805 году Люсьеном Бонапартом и установлена в Большом зале его римской резиденции — Палаццо Нуньес-Торлония. В 1817 году Люсьен Бонапарт продал скульптуру папе Пию VII, который приобрёл её для нового зала Braccio Nuovo Музея Кьярамонти — одного из музеев Ватикана. С момента открытия Braccio Nuovo в 1822 году, скульптура находится там по настоящее время. Существует много копий этой статуи, находящихся во многих странах.
Скульптура Афины была, безусловно, культовым, изображением. Змей у её правой ноги указывает на миф о царе Эрихтонии. Предплечья скульптуры отреставрированы и частично восстановлены, как и копьё и сфинкс на её коринфском шлеме. На богине находятся одежды длиной до пола, поверх которых находится плащ-эгида и сверху них — пеплос.